# Antun Bečić
Antun Bečić (Budva, 1698. — Rim, 1761.), pjesnik, biskup skradinski i hvarski. Stvarao pjesme na talijanskom i latinskom.
Podrijetlom iz Paštrovića. Petar Kolendić je zapisao da je Bečić ustanovio da je u srodstvu sa svetim Stefanom Štiljanovićem, gospodarem hrvatskih i srpskih gradova, koji je bio iz Paštrovića. Ljubić smatra da su mu preci iz Srbije. U Rimu studirao bogoslovlje. Generalni vikar Budvanske biskupije te apostolski vikar za čitavu Vlašku. God. 1743. imenovan za biskupa u Nikopolju, 1754. imenovan skradinskim biskupom, a 1759. Klement XIII premjestio ga za biskupa na Hvar. Njegov dugogodišnji prijatelj papa Klement XIII namjeravao ga je proglasiti kardinalom, ali je Bečić umro na putu za Rim radi poslova u novoj biskupiji. Pjesme pisao pod pseudonimom Mistargo i slao slao rimskoj književnoj akademiji Arcadia. Šime Ljubić ga je uvrstio u svoj biografski rječnik uglednih osoba iz Dalmacije i Constantin Wurzbach u Leksikonu Austrijskog Carstva.